# شون فيتزباتريك
شون فيتزباتريك (بالإنجليزية: Sean Fitzpatrick)‏ (و. 1963  م) هو لاعب اتحاد الرغبي نيوزيلندي، ولد في أوكلاند، مركز لعبه هو صائد ‏.

## التعليم
تعلم في Sacred Heart College, Auckland ‏.

## روابط خارجية
- شون فيتزباتريك عل موقع إسبنسكروم (الإنجليزية)
- شون فيتزباتريك على موقع قاعة نيوزيلندا للمشاهير الرياضية (الإنجليزية)